# Revólver MAS 1873
O Revólver Mas 1873, oficialmente "Revolver réglementaire MAS modèle 1873 ou 1874 Chamelot-Delvigne" foi um revólver de ação dupla (DA), com tambor de abertura lateral" que foi o primeiro revólver moderno da "Armée française". Aproximadamente 337.000 cópias foram produzidas pela "Manufacture d'armes de Saint-Étienne" de 1873 a 1887. Embora substituído rapidamente pelo "modèle 1892", ele foi amplamente usado durante a Primeira Guerra Mundial e ainda equipava unidades de reserva em 1940. Posteriormente, a resistência ainda o usou de forma muito generosa.

## Características
O Revólver Mas 1873 e a variante de 1874 usavam originalmente uma munição de 11 mm, cuja velocidade era insatisfatória para uma arma de guerra. Na verdade, a velocidade de saída era de apenas 130 m/s, o que correspondia a 98 joules. Esta munição foi modificada em 1890 para lhe dar uma velocidade inicial de 190 a 210 m/s, para uma energia de 230 joules, que se manteve baixa em comparação com as outras munições da época, mas que deu certa confiança aos operadores. Por outro lado, esses revólveres, de funcionamento mecânico impecável, eram confiáveis e robustos.
Versões "navais" também foram produzidas, inicialmente disparando uma munição específica mais poderosa (enquanto duraram os estoques) do que a munição padrão.

## Modèle 1874

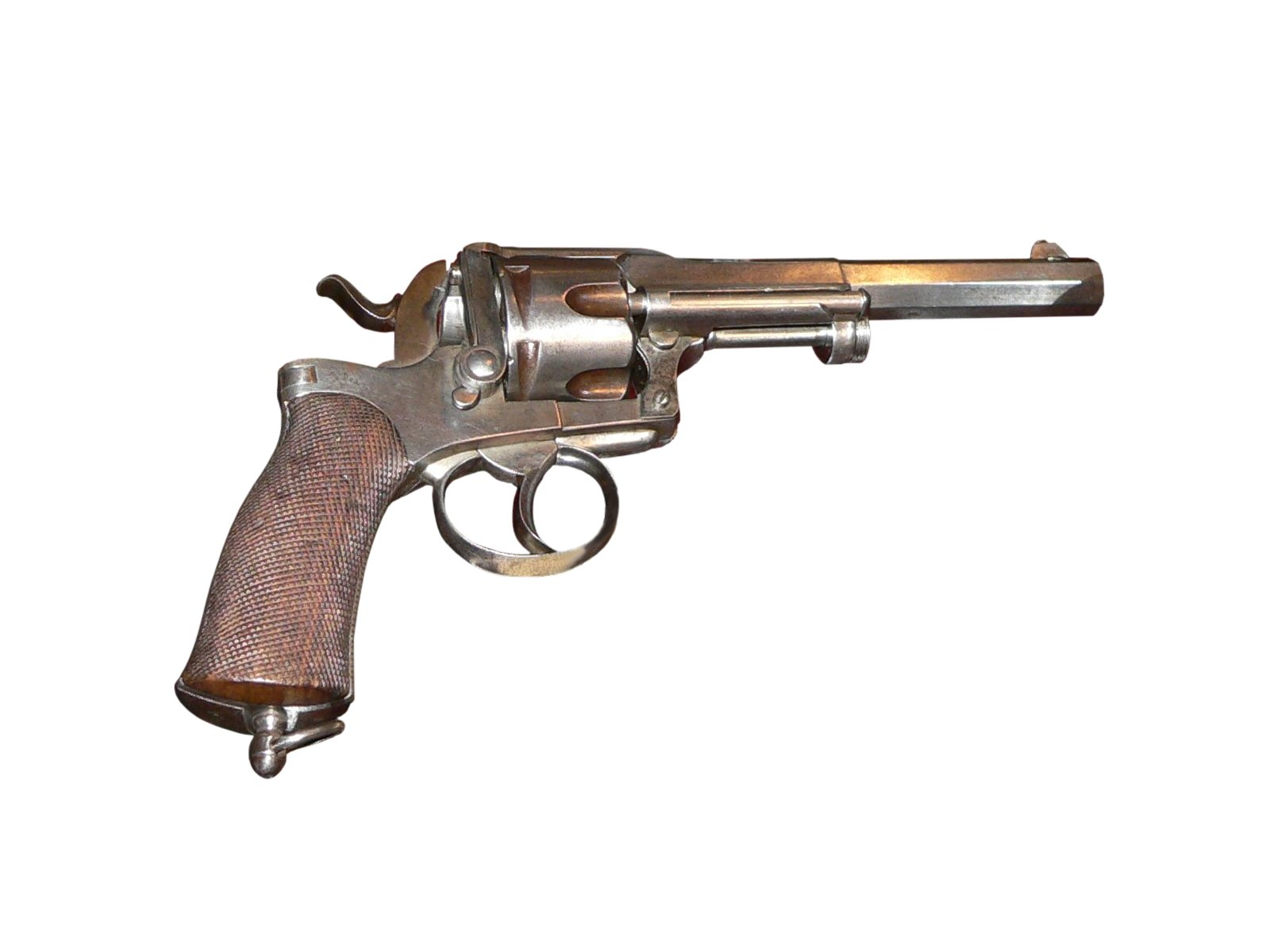
Um "MAS modèle 1874".

Do "modèle 1874", foram produzidos 35.000 exemplares, era uma versão para oficiais que se distinguia apenas por um clareamento geral, um melhor acabamento e de dimensões mais curtas. Muitas cópias civis foram feitas na França e na Bélgica.

## O Chamelot Delvigne Italiano
No início da década de 1870, o recém-nascido Reino da Itália decidiu adotar um novo revólver de fogo central para todas as Forças Armadas em substituição aos antigos revólveres cartucho de espiga Lefaucheux Mle 1858. "Pirlot Frères" de Liège, a versão suíça Mle 1872 compartimentado para o cartucho 10,35 mm Ordinanza Italiana. Posteriormente, foi fabricado pela Società Siderurgica Glisenti em Villa Carcina e pela Regia Fabbrica d'Armi di Brescia.
Oficialmente denominado "Pistola a rotazione modello 1874" e conhecido como "Chamelot-Delvigne Mod. 1874", a distribuição começou em 1875 e se estendeu até 1888. O início do declínio deste revólver ocorreu em dezembro de 1886, quando Carlo Bodeo patenteou um sistema para modificar o revólver Mod. 1874 tornando-o mais seguro e pode ser desmontado mesmo sem ferramentas. Esta arma se tornaria o famoso Bodeo Mod. 1889.
O "Mod. 1874 italiano" teve um uso operacional muito intenso e longo. Foi utilizado durante as campanhas coloniais, na luta contra o banditismo, até a Primeira Guerra Mundial pela cavalaria, pelas tropas auxiliares e pelos membros da segunda linha. Durante a República Social Italiana, dada a escassez de armas, ainda que em quantidade mínima, foi utilizado pelo "Esercito Nazionale Repubblicano" e pelos guerrilheiros da frente oposta.

## Na cultura popular
A arma aparece no episódio 4 da 3ª temporada da série "The Man in the High Castle", apresentada como "uma bela peça de arsenal da Belle Époque".

## Guerras
Esses foram os conflitos nos quais o MAS modèle 1873 - 1874 esteve envolvido: 
- Conflitos coloniais franceses
- Revolução Monegasca
- Primeira Guerra Mundial
- Segunda Guerra Mundial

## Usuários
- Bélgica
- França
- Grécia
- Holanda
- Itália
- Mônaco